# Torneo Clausura 2009 (Bolivia)
El Torneo Clausura 2009 de la Liga de Fútbol Profesional Boliviano. La Primera División está conformada por doce equipos que se organizan en dos grupos. La primera fase del torneo enfrenta entre sí además con clásicos interseries de ida y vuelta (Bolívar vs. The Strongest, en el caso de los paceños). Al cabo de ésta, los tres mejores de cada serie accederán a la segunda fase. En esta instancia no se jugará un hexagonal como en torneos anteriores, sino que se definirá bajo el sistema play-Off entre el primero de la serie A con el tercero de la B, el primero del B con el tercero del A y entre los segundos de cada llave.

## Equipos participantes
Los equipos que juegan en el torneo clausura 2009 son los siguientes:
| Club               | Entrenador             | Ciudad                  | Estadio                          | Aforo  |
| ------------------ | ---------------------- | ----------------------- | -------------------------------- | ------ |
| Aurora             | Julio César Baldivieso | Cochabamba              | Estadio Félix Capriles           | 32.000 |
| Blooming           | Víctor Hugo Andrada    | Santa Cruz de la Sierra | Estadio Ramón Tahuichi Aguilera  | 40.000 |
| Bolívar            | Gustavo Quinteros      | La Paz                  | Estadio Simón Bolívar            | 15.000 |
| La Paz Fútbol Club | Félix Berdeja          | La Paz                  | Estadio Hernando Siles           | 45.000 |
| The Strongest      | Sandro Coelho          | La Paz                  | Estadio Rafael Mendoza Castellón | 15.500 |
| Nacional Potosí    | Vladimir Soria         | Potosí                  | Estadio Potosí                   | 2.000  |
| Oriente Petrolero  | Pablo Sánchez          | Santa Cruz de la Sierra | Estadio Ramón Tahuichi Aguilera  | 40.000 |
| Real Mamorè        | Antonio Gottardi       | Trinidad                | Estadio Gran Mamoré              | 12.000 |
| Real Potosí        | Sergio Apaza           | Potosí                  | Estadio Víctor Agustín Ugarte    | 35.000 |
| San José           | Luis Orozco            | Oruro                   | Estadio Jesús Bermúdez           | 35.000 |
| Universitario      | Carlos Fabián Leeb     | Sucre                   | Estadio Olímpico Patria          | 32.000 |
| Wilstermann        | Luis Esteban Galarza   | Cochabamba              | Estadio Félix Capriles           | 32.000 |

## Primera fase

### Grupo A
| Equipo          | Pts | PJ | PG | PE | PP | GF | GC | Dif |
| --------------- | --- | -- | -- | -- | -- | -- | -- | --- |
| Bolívar         | 25  | 12 | 7  | 4  | 1  | 25 | 13 | +12 |
| Universitario   | 18  | 12 | 5  | 3  | 4  | 11 | 13 | -2  |
| Blooming        | 18  | 12 | 5  | 3  | 4  | 16 | 19 | -3  |
| San José        | 15  | 12 | 3  | 6  | 3  | 24 | 17 | +7  |
| Wilstermann     | 15  | 12 | 4  | 3  | 5  | 14 | 15 | -1  |
| Nacional Potosí | 8   | 12 | 2  | 2  | 8  | 10 | 21 | -11 |

#### Fecha 1
| Fecha       | Lugar      | Local       | Resultado | Visitante       |
| ----------- | ---------- | ----------- | --------- | --------------- |
| 19 de julio | Oruro      | San José    | 4:0       | Blooming        |
| 19 de julio | La Paz     | Bolívar     | 3:2       | Nacional Potosí |
| 19 de julio | Cochabamba | Wilstermann | 1:1       | Universitario   |

#### Fecha 2
| Fecha       | Lugar      | Local           | Resultado | Visitante     |
| ----------- | ---------- | --------------- | --------- | ------------- |
| 26 de julio | La Paz     | Bolívar         | 1:1       | Wilstermann   |
| 26 de julio | Potosí     | Nacional Potosí | 2:1       | San José      |
| 26 de julio | Santa Cruz | Blooming        | 4:0       | Universitario |

#### Fecha 3
| Fecha       | Lugar      | Local         | Resultado | Visitante       |
| ----------- | ---------- | ------------- | --------- | --------------- |
| 29 de julio | Cochabamba | Wilstermann   | 0:1       | Blooming        |
| 29 de julio | Potosí     | San José      | 2:2       | Bolívar         |
| 30 de julio | Sucre      | Universitario | 1:0       | Nacional Potosí |

#### Fecha 4 (Clásicos interseries)
| Fecha       | Lugar      | Local              | Resultado | Visitante         |
| ----------- | ---------- | ------------------ | --------- | ----------------- |
| 1 de agosto | La Paz     | La Paz Fútbol Club | 1:5       | San José          |
| 2 de agosto | La Paz     | The Strongest      | 1:2       | Bolívar           |
| 2 de agosto | Sucre      | Universitario      | 1:0       | Real Mamoré       |
| 2 de agosto | Potosí     | Nacional Potosí    | 0:2       | Real Potosí       |
| 2 de agosto | Santa Cruz | Blooming           | 1:1       | Oriente Petrolero |
| 2 de agosto | Cochabamba | Wilstermann        | 2:1       | Aurora            |

#### Fecha 5
| Fecha       | Lugar  | Local           | Resultado | Visitante     |
| ----------- | ------ | --------------- | --------- | ------------- |
| 6 de agosto | La Paz | Bolívar         | 2:1       | Universitario |
| 8 de agosto | Potosí | Nacional Potosí | 2:0       | Blooming      |
| 9 de agosto | Oruro  | San José        | 2:2       | Wilstermann   |

#### Fecha 6
| Fecha        | Lugar      | Local         | Resultado | Visitante       |
| ------------ | ---------- | ------------- | --------- | --------------- |
| 13 de agosto | Cochabamba | Wilstermann   | 2:0       | Nacional Potosí |
| 13 de agosto | Sucre      | Universitario | 1:3       | San José        |
| 19 de agosto | Santa Cruz | Blooming      | 2:1       | Bolívar         |

#### Fecha 7
| Fecha        | Lugar      | Local           | Resultado | Visitante   |
| ------------ | ---------- | --------------- | --------- | ----------- |
| 16 de agosto | Santa Cruz | Blooming        | 1:1       | San José    |
| 16 de agosto | Potosí     | Nacional Potosí | 0:3       | Bolívar     |
| 16 de agosto | Sucre      | Universitario   | 2:1       | Wilstermann |

#### Fecha 8 (Clásicos interseries)
| Fecha        | Lugar      | Local             | Resultado | Visitante          |
| ------------ | ---------- | ----------------- | --------- | ------------------ |
| 23 de agosto | Oruro      | San José          | 2:2       | La Paz Fútbol Club |
| 23 de agosto | La Paz     | Bolívar           | 3:1       | The Strongest      |
| 23 de agosto | Trinidad   | Real Mamorè       | 1:0       | Universitario      |
| 23 de agosto | Potosí     | Real Potosí       | 4:1       | Nacional Potosí    |
| 23 de agosto | Santa Cruz | Oriente Petrolero | 2:2       | Blooming           |
| 23 de agosto | Cochabamba | Aurora            | 2:1       | Wilstermann        |

#### Fecha 9
| Fecha           | Lugar      | Local         | Resultado | Visitante       |
| --------------- | ---------- | ------------- | --------- | --------------- |
| 26 de agosto    | Oruro      | San José      | 1:1       | Nacional Potosí |
| 27 de agosto    | Cochabamba | Wilstermann   | 0:2       | Bolívar         |
| 3 de septiembre | Sucre      | Universitario | 2:0       | Blooming        |

#### Fecha 10
| Fecha        | Lugar      | Local           | Resultado | Visitante     |
| ------------ | ---------- | --------------- | --------- | ------------- |
| 29 de agosto | Potosí     | Nacional Potosí | 0:0       | Universitario |
| 30 de agosto | Oruro      | San José        | 2:2       | Bolívar       |
| 30 de agosto | Santa Cruz | Blooming        | 2:1       | Wilstermann   |

#### Fecha 11
| Fecha            | Lugar      | Local         | Resultado | Visitante       |
| ---------------- | ---------- | ------------- | --------- | --------------- |
| 13 de septiembre | Sucre      | Universitario | 0:0       | Bolívar         |
| 13 de septiembre | Santa Cruz | Blooming      | 2:1       | Nacional Potosí |
| 13 de septiembre | Cochabamba | Wilstermann   | 1:0       | San José        |

#### Fecha 12
| Fecha            | Lugar  | Local           | Resultado | Visitante     |
| ---------------- | ------ | --------------- | --------- | ------------- |
| 16 de septiembre | La Paz | Bolívar         | 4:1       | Blooming      |
| 16 de septiembre | Oruro  | San José        | 1:2       | Universitario |
| 17 de septiembre | Potosí | Nacional Potosí | 1:2       | Wilstermann   |

### Grupo B
| Equipo             | Pts | PJ | PG | PE | PP | GF | GC | Dif |
| ------------------ | --- | -- | -- | -- | -- | -- | -- | --- |
| Real Potosí        | 22  | 12 | 7  | 1  | 4  | 23 | 14 | +9  |
| The Strongest      | 21  | 12 | 6  | 3  | 3  | 19 | 15 | +4  |
| Oriente Petrolero  | 19  | 12 | 5  | 4  | 3  | 12 | 12 | 0   |
| Real Mamorè        | 16  | 12 | 5  | 1  | 6  | 16 | 18 | -2  |
| Aurora             | 11  | 12 | 3  | 2  | 7  | 8  | 14 | -6  |
| La Paz Fútbol Club | 10  | 12 | 2  | 4  | 6  | 18 | 25 | -7  |

#### Fecha 1
| Fecha       | Lugar      | Local              | Resultado | Visitante   |
| ----------- | ---------- | ------------------ | --------- | ----------- |
| 18 de julio | La Paz     | The Strongest      | 1:1       | Real Potosí |
| 19 de julio | La Paz     | La Paz Fútbol Club | 1:0       | Aurora      |
| 5 de agosto | Santa Cruz | Oriente Petrolero  | 1:0       | Real Mamorè |

#### Fecha 2
| Fecha       | Lugar      | Local              | Resultado | Visitante         |
| ----------- | ---------- | ------------------ | --------- | ----------------- |
| 26 de julio | La Paz     | La Paz Fútbol Club | 2:3       | Real Potosí       |
| 26 de julio | Trinidad   | Real Mamorè        | 2:2       | The Strongest     |
| 25 de julio | Cochabamba | Aurora             | 0:0       | Oriente Petrolero |

#### Fecha 3
| Fecha       | Lugar      | Local             | Resultado | Visitante          |
| ----------- | ---------- | ----------------- | --------- | ------------------ |
| 30 de julio | Potosí     | Real Potosí       | 2:0       | Real Mamorè        |
| 30 de julio | La Paz     | The Strongest     | 1:0       | Aurora             |
| 30 de julio | Santa Cruz | Oriente Petrolero | 0:0       | La Paz Fútbol Club |

#### Fecha 4 (Clásicos interseries)
| Fecha       | Lugar      | Local              | Resultado | Visitante         |
| ----------- | ---------- | ------------------ | --------- | ----------------- |
| 1 de agosto | La Paz     | La Paz Fútbol Club | 1:5       | San José          |
| 2 de agosto | La Paz     | The Strongest      | 1:2       | Bolívar           |
| 2 de agosto | Sucre      | Universitario      | 1:0       | Real Mamoré       |
| 2 de agosto | Potosí     | Nacional Potosí    | 0:2       | Real Potosí       |
| 2 de agosto | Santa Cruz | Blooming           | 1:1       | Oriente Petrolero |
| 2 de agosto | Cochabamba | Wilstermann        | 2:1       | Aurora            |

#### Fecha 5
| Fecha       | Lugar      | Local              | Resultado | Visitante     |
| ----------- | ---------- | ------------------ | --------- | ------------- |
| 8 de agosto | Cochabamba | Aurora             | 3:0       | Real Mamorè   |
| 9 de agosto | La Paz     | La Paz Fútbol Club | 2:2       | The Strongest |
| 9 de agosto | Santa Cruz | Oriente Petrolero  | 1:0       | Real Potosí   |

#### Fecha 6
| Fecha           | Lugar    | Local         | Resultado | Visitante          |
| --------------- | -------- | ------------- | --------- | ------------------ |
| 12 de agosto    | Potosí   | Real Potosí   | 2:0       | Aurora             |
| 12 de julio     | La Paz   | The Strongest | 2:0       | Oriente Petrolero  |
| 2 de septiembre | Trinidad | Real Mamorè   | 0:0       | La Paz Fútbol Club |

#### Fecha 7
| Fecha        | Lugar      | Local       | Resultado | Visitante          |
| ------------ | ---------- | ----------- | --------- | ------------------ |
| 15 de agosto | Potosí     | Real Potosí | 1:3       | The Strongest      |
| 16 de agosto | Cochabamba | Aurora      | 1:1       | La Paz Fútbol Club |
| 16 de agosto | Trinidad   | Real Mamorè | 1:4       | Oriente Petrolero  |

#### Fecha 8 (Clásicos interseries)
| Fecha        | Lugar      | Local             | Resultado | Visitante          |
| ------------ | ---------- | ----------------- | --------- | ------------------ |
| 23 de agosto | Oruro      | San José          | 2:2       | La Paz Fútbol Club |
| 23 de agosto | La Paz     | Bolívar           | 3:1       | The Strongest      |
| 23 de agosto | Trinidad   | Real Mamoré       | 1:0       | Universitario      |
| 23 de agosto | Potosí     | Real Potosí       | 4:1       | Nacional Potosí    |
| 23 de agosto | Santa Cruz | Oriente Petrolero | 2:2       | Blooming           |
| 23 de agosto | Cochabamba | Aurora            | 2:1       | Wilstermann        |

#### Fecha 9
| Fecha        | Lugar      | Local             | Resultado | Visitante          |
| ------------ | ---------- | ----------------- | --------- | ------------------ |
| 26 de agosto | Potosí     | Real Potosí       | 4:2       | La Paz Fútbol Club |
| 26 de agosto | La Paz     | The Strongest     | 2:1       | Real Mamorè        |
| 26 de agosto | Santa Cruz | Oriente Petrolero | 2:0       | Aurora             |

#### Fecha 10
| Fecha        | Lugar    | Local              | Resultado | Visitante         |
| ------------ | -------- | ------------------ | --------- | ----------------- |
| 30 de agosto | Trinidad | Real Mamoré        | 3:1       | Real Potosí       |
| 30 de agosto | La Paz   | Aurora             | 0:1       | The Strongest     |
| 30 de agosto | La Paz   | La Paz Fútbol Club | 3:0       | Oriente Petrolero |

#### Fecha 11
| Fecha            | Lugar    | Local         | Resultado | Visitante          |
| ---------------- | -------- | ------------- | --------- | ------------------ |
| 13 de septiembre | Trinidad | Real Mamorè   | 3:0       | Aurora             |
| 13 de septiembre | La Paz   | The Strongest | 3:2       | La Paz Fútbol Club |
| 13 de septiembre | Potosí   | Real Potosí   | 3:0       | Oriente Petrolero  |

#### Fecha 12
| Fecha            | Lugar      | Local              | Resultado | Visitante     |
| ---------------- | ---------- | ------------------ | --------- | ------------- |
| 16 de septiembre | Cochabamba | Aurora             | 1:0       | Real Potosí   |
| 16 de septiembre | Santa Cruz | Oriente Petrolero  | 1:0       | The Strongest |
| 17 de septiembre | La Paz     | La Paz Fútbol Club | 2:3       | Real Mamorè   |

## Segunda fase
| 20 de septiembre de 2009 | Bolívar                  | 1:1 (0:0) | Oriente Petrolero | Estadio Hernando Siles, La Paz                                     |                                                                    |
|                          | William Ferreira 90' (p) |           | 84' Alcides Peña  | Asistencia: 11.722 aprox. espectadores Árbitro(s): Óscar Maldonado | Asistencia: 11.722 aprox. espectadores Árbitro(s): Óscar Maldonado |

| 23 de septiembre de 2009 | Oriente Petrolero | 0:0 | Bolívar | Estadio Tahuichi Aguilera, Santa Cruz                       |  |
|                          |                   |     |         | Asistencia: 23.000 espectadores Árbitro(s): Óscar Maldonado |  |

| 20 de septiembre de 2009 | Real Potosí | 0:0 | Blooming | Estadio Víctor Agustín Ugarte, Potosí                            |  |
|                          |             |     |          | Asistencia: 8.000 aprox. espectadores Árbitro(s): Marcelo Ortubé |  |

| 24 de septiembre de 2009 | Blooming          | 1:0 (1:0) | Real Potosí | Estadio Tahuichi Aguilera, Santa Cruz                      |                                                            |
|                          | Damián Akerman 7' |           |             | Asistencia: 15.000 espectadores Árbitro(s): Marcelo Ortubé | Asistencia: 15.000 espectadores Árbitro(s): Marcelo Ortubé |

| 20 de septiembre de 2009 | Universitario               | 2:2 (0:2) | The Strongest                            | Estadio Olímpico Patria, Sucre                                 |                                                                |
|                          | Luís Hernán Sillero 67' 83' |           | 8' Limberg Gutiérrez · 39' Pablo Vázquez | Asistencia: 21.000 aprox. espectadores Árbitro(s): Iván Gamboa | Asistencia: 21.000 aprox. espectadores Árbitro(s): Iván Gamboa |

| 24 de septiembre de 2009 | The Strongest                              | 2:1 (1:0) | Universitario     | Estadio Hernando Siles, La Paz                                 |                                                                |
|                          | Thiago Leitao 3' · Alejandro Chumacero 46' |           | 55' Marcelo Gomes | Asistencia: 16.000 aprox. espectadores Árbitro(s): Iván Gamboa | Asistencia: 16.000 aprox. espectadores Árbitro(s): Iván Gamboa |

| #  | Equipo            | Pts | Gf | Gc | Dif |
| 1º | The Strongest     | 4   | 4  | 3  | +1  |
| 2º | Blooming          | 4   | 1  | 0  | +1  |
| 3º | Oriente Petrolero | 2   | 1  | 1  | 0   |
| 4º | Bolívar           | 2   | 1  | 1  | 0   |
| 5º | Universitario     | 1   | 3  | 4  | -1  |
| 6º | Real Potosí       | 1   | 0  | 1  | -1  |

Los 4 primeros clasifican y juegan el primero contra el cuarto y el segundo contra el tercero.

### Semifinales
| 27 de septiembre de 2009 | The Strongest     | 1:2 (0:2) | Bolívar                                         | Estadio Hernando Siles, La Paz |                         |
|                          | Pablo Vázquez 70' |           | 27' William Ferreira · 35' (p) William Ferreira | Árbitro(s): Raúl Orozco        | Árbitro(s): Raúl Orozco |

| 30 de septiembre de 2009 | Bolívar                                     | 2:1 (0:0) | The Strongest      | Estadio Hernando Siles, La Paz |                         |
|                          | Anderson Gonzaga 60' · Charles Da Silva 84' |           | 57' Carlos Saucedo | Árbitro(s): Iván Gamboa        | Árbitro(s): Iván Gamboa |

| 27 de septiembre de 2009 | Oriente Petrolero                                            | 3:2 (1:1) | Blooming                              | Estadio Tahuichi Aguilera, Santa Cruz                   |                                                         |
|                          | Luis Javier Méndez 19' · Alcides Peña 59' · Alcides Peña 81' |           | 33' Damián Akerman · 76' Roger Suárez | Asistencia: 38.000 espectadores Árbitro(s): José Jordán | Asistencia: 38.000 espectadores Árbitro(s): José Jordán |

| 30 de septiembre de 2009                                      | Blooming           | 1:0 (0:0) | Oriente Petrolero | Estadio Tahuichi Aguilera, Santa Cruz                     |                                                           |
|                                                               | Damián Akerman 49' |           |                   | Asistencia: 40.000 espectadores Árbitro(s): Oscar Saucedo | Asistencia: 40.000 espectadores Árbitro(s): Oscar Saucedo |
| Blooming accede a la final por la regla del gol de visitante. |                    |           |                   |                                                           |                                                           |

### Final
| 18 de octubre de 2009 | Blooming            | 1:0 (1:0) | Bolívar | Estadio Tahuichi Aguilera, Santa Cruz                          |                                                                |
|                       | Luis Vieira 21' (p) |           |         | Asistencia: 40.000 espectadores Árbitro(s): Alejandro Mancilla | Asistencia: 40.000 espectadores Árbitro(s): Alejandro Mancilla |

| 21 de octubre de 2009 | Bolívar              | 1:1 (1:1) | Blooming         | Estadio Hernando Siles, La Paz                                 |                                                                |
|                       | Charles Da Silva 33' |           | 21' Roger Suárez | Asistencia: 35.000 aprox. espectadores Árbitro(s): José Jordán | Asistencia: 35.000 aprox. espectadores Árbitro(s): José Jordán |

| Campeón Blooming 5º título |

## Goleadores
| Jugador                                | Jugador            | Goles | Equipo            |
| -------------------------------------- | ------------------ | ----- | ----------------- |
| Bandera de Uruguay                     | William Ferreira   | 9     | Bolívar           |
| Bandera de Argentina                   | Cristian Omar Díaz | 9     | San José          |
| Bandera de Argentina                   | Pablo Vázquez      | 9     | The Strongest     |
| Bandera de Argentina                   | Hernán Boyero      | 8     | Blooming          |
| Bandera de Bolivia                     | Pastor Tórrez      | 8     | Club Real Potosí  |
| Bandera de Bolivia                     | Limberg Gutiérrez  | 8     | The Strongest     |
| Bandera de Brasil                      | Charles da Silva   | 7     | Aurora            |
| Bandera de Bolivia                     | Miguel Loaiza      | 5     | Real Potosí       |
| Bandera de Bolivia                     | Gerardo Yecerotte  | 5     | Bolívar           |
| Bandera de Brasil · Bandera de Bolivia | Álex da Rosa       | 5     | San José          |
| Bandera de Brasil                      | Anderson Gonzaga   | 4     | Bolívar           |
| Bandera de Bolivia                     | Helmuth Gutiérrez  | 4     | La Paz FC         |
| Bandera de Bolivia                     | Christian Reynaldo | 4     | Nacional Potosí   |
| Bandera de Bolivia                     | Diego Cabrera      | 4     | Oriente Petrolero |
| Bandera de Bolivia                     | Leonardo Medina    | 4     | Oriente Petrolero |
| Bandera de Bolivia                     | Oscar Araúz        | 4     | Real Mamoré       |
| Bandera de Bolivia                     | Carlos Saucedo     | 4     | The Strongest     |
| Bandera de Bolivia                     | Ignacio García     | 3     | Bolívar           |
| Bandera de Argentina                   | Damián Akerman     | 3     | Blooming          |
| Bandera de Bolivia                     | Alejandro Gómez    | 3     | Blooming          |
| Bandera de Brasil                      | Regis de Souza     | 3     | La Paz FC         |
| Bandera de Paraguay                    | Alfredo Jara       | 3     | Nacional Potosí   |
| Bandera de Bolivia                     | Gustavo Paz        | 3     | Nacional Potosí   |
| Bandera de Bolivia                     | Alcides Peña       | 3     | Oriente Petrolero |
| Bandera de Argentina                   | Rodrigo Bottaro    | 3     | Real Mamoré       |
| Bandera de Brasil                      | William Gómez      | 3     | Real Mamoré       |
| Bandera de Argentina                   | Luis Sillero       | 3     | Universitario     |
| Bandera de Bolivia                     | Edgar Olivares     | 3     | Wilstermann       |
| Bandera de Uruguay                     | Álvaro Pintos      | 3     | Wilstermann       |
| Bandera de Bolivia                     | Gabriel Ríos       | 3     | Wilstermann       |

## Descensos y Ascensos
Para establecer el descenso directo e indirecto a final de la Temporada 2009, se aplicará el punto promedio a los torneos de las Temporadas 2008 y 2009.
Fuente

| Pos. | Equipo            | 2008 | 2009 | Total | PJ | Prom.  |
| ---- | ----------------- | ---- | ---- | ----- | -- | ------ |
| 1.   | Bolívar           | 46   | 65   | 111   | 66 | 1.6818 |
| 2.   | Universitario     | 56   | 52   | 108   | 66 | 1.6363 |
| 3.   | Oriente Petrolero | 50   | 54   | 104   | 66 | 1.5757 |
| 4.   | Real Potosí       | 61   | 41   | 102   | 66 | 1.5454 |
| 5.   | La Paz FC         | 54   | 42   | 96    | 66 | 1.4545 |
| 6.   | Blooming          | 51   | 45   | 96    | 66 | 1.4545 |
| 7.   | San José          | 45   | 50   | 95    | 66 | 1.4393 |
| 8.   | The Strongest     | 41   | 53   | 94    | 66 | 1.4242 |
| 9.   | Aurora            | 47   | 37   | 84    | 66 | 1.2727 |
| 10.  | Wilstermann       | 39   | 40   | 79    | 66 | 1.1969 |
| 11.  | Real Mamoré       | 38   | 33   | 71    | 66 | 1.0757 |
| 12.  | Nacional Potosí   | -    | 36   | 36    | 34 | 1.0294 |

|  |                                                                                    |
|  | Disputó el descenso indirecto contra el 2º de la Copa Simón Bolívar que es Ciclón. |
|  | Descendió a la Segunda División.                                                   |

### Partidos de Ascenso-Descenso Indirecto
| Club        | I | V |
| ----------- | - | - |
| Ciclón      | 1 | 1 |
| Wilstermann | 1 | 2 |

I = Ida; V = Vuelta
|  | Wilstermann: Permanece en 1.ª División. |

## Tarjetas
| Jugador              | Jugador           | Equipo            | Amarillas | Rojas |
| -------------------- | ----------------- | ----------------- | --------- | ----- |
| Bandera de Argentina | Héctor Gaitán     | Oriente Petrolero | 5         | 3     |
| Bandera de Bolivia   | Leonel Reyes      | Bolívar           | 8         | 1     |
| Bandera de Brasil    | Charles Da Silva  | Bolívar           | 7         | 1     |
| Bandera de Bolivia   | Augusto Andaveris | La Paz F.C.       | 6         | 1     |
| Bandera de Bolivia   | Wilder Zabala     | Oriente Petrolero | 6         | 1     |
| Bandera de Bolivia   | Gonzalo Galindo   | Real Potosí       | 6         | 1     |
| Bandera de Brasil    | Fabricio Brandao  | Blooming          | 13        | 0     |